# Evelyn Jamison
Evelyn Mary Jamison (24 février 1877 - 9 mai 1972) est une médiéviste britannique qui se consacre principalement à l'étude de l'histoire des Normands en Sicile. Elle est directrice adjointe et tutrice au Lady Margaret Hall, Oxford de 1921 à 1937.

## Biographie
Jamison est née en 1877, l'aînée des trois enfants d'Arthur Andrew Jamison, médecin, et de sa femme Isabella Green (dont la mère, Mary Brandreth Green, est une amie de la romancière Elizabeth Gaskell).
Evelyn Jamison fréquente la Francis Holland School, 39 Graham Street (aujourd'hui Graham Terrace) à Londres entre 1890 et 1895, d'où elle obtient une place à Oxford pour étudier l'histoire moderne. Ses souvenirs de son passage chez Francis Holland peuvent être lus dans Graham Street Memories (éd. B Dunning 1931).
Après des études d'art à Paris, elle entre au Lady Margaret Hall en 1898 pour étudier l'histoire moderne. Diplômée en 1901, elle est nommée chercheuse au Somerville College en 1903 et la première bénéficiaire de la bourse de recherche Lady Margaret, établie l'année précédente par la principale Agnes Maitland. Cela lui permet de voyager en Italie et d'étudier à l'école britannique de Rome. En 1907, elle retourne à Lady Margaret Hall, d'abord en tant que bibliothécaire et économe, puis en tant que tutrice adjointe d'histoire. De 1921 à 1937, elle est tutrice d'histoire et directrice adjointe de Lady Margaret et, de 1928 à 1935, chargée de cours universitaire en histoire. Parmi ses élèves se trouve l'historienne Marjorie Chibnall. Elle est l'auteur de plusieurs ouvrages d'histoire, remarquables pour avoir inclus des archives inédites du royaume normand de Sicile. Son dernier ouvrage, une édition du Catalogus Baronum, est achevé après sa mort par Errico Cuozzo.
Après la mort de Jamison, plusieurs de ses amis dédient à sa mémoire une nouvelle effigie en pierre de Lady Margaret Beaufort, homonyme de Lady Margaret Hall, installée dans la chapelle du collège pour remplacer une ancienne, et alors détériorée, en plâtre.

## Travaux
- The Norman Administration of Apulia and Capua, more Especially under Roger II and William I, 1127-1166 ', in : Papers of the British School at Rome 6 (1913) 211- 481 ; Réimpression de l'édition 1913, éditée par Dione Clementi et Theo Kölzer, Aalen 1987
- Studies on the History of Medieval Sicily and South Italy, sous la direction de Dione Clementi. Aalen 1992
- Admiral Eugenius of Sicily, His Life and Work and the Authorship of the Epistola ad Petrum and the Historia Hugonis Falcandi Siculi, Londres 1957
- Judex Tarentin . Aalen 1992
- Catalogus Baronum, Rom 1972 (Fonti per la storia d'Italia ; 101)